# 157064 Sedona
157064 Sedona è un asteroide della fascia principale. Scoperto nel 2003, presenta un'orbita caratterizzata da un semiasse maggiore pari a 3,0867426 UA e da un'eccentricità di 0,0085208, inclinata di 15,48596° rispetto all'eclittica.